# 瓦氏胸翼鱼
瓦氏胸翼魚，為輻鰭魚綱水珍魚目後肛魚科的其中一種，為深海魚類，分布於中太平洋加羅林群島西部海域，棲息深度675-900公尺，體長可達6.1公分，生活習性不明。